# .sh
.sh je internetová národní doména nejvyššího řádu pro ostrov Svatá Helena.
Doména je populární pro weby z jiných zemí, protože
- -sh je častá koncovka anglických slov (https://sta.sh)
- .sh je často užívaná přípona pro příkazové dávky na povelové řádce (shell), používá se pro projekty spojené s příkazovou řádkou (C++ překladač on-line Archivováno 6. 6. 2021 na Wayback Machine., správce balíčků Homebrew)
- je to zkratka německé spolkové země Šlesvicko-Holštýnsko